# Moturiki
Moturiki è un'isola della provincia di Lomaiviti nelle Figi, nel mar di Koro.
Ha una superficie di 10,4 km² per 2.000 abitanti.
È rinomata per la sua archeologia essendo uno dei più antichi siti Lapita delle Figi e quello con i resti umani più antichi (3.000 anni circa).